# Marcel Petiot
Marcel André Henri Félix Petiot (17 de janeiro de 1897 - 25 de maio de 1946) foi um médico  e  assassino em série francês. Foi condenado por múltiplos homicídios depois da descoberta dos restos mortais de 23 pessoas na sua casa em Paris, durante a Segunda Guerra Mundial. É suspeito da morte de cerca de 60 pessoas durante a sua vida, apesar de o verdadeiro número continuar desconhecido.

## Juventude
Petiot nasceu a 17 de janeiro de 1897 em Auxerre, França. Mais tarde foram feitas várias queixas sobre a sua delinquência e atos criminosos durante a juventude, mas não se sabe se foram inventados, posteriormente, pela opinião pública. Deve ser notado, contudo, que um psiquiatra diagnosticou-lhe um problema mental a 26 de março de 1914 e Petiot foi expulso da escola várias vezes. Acabou a sua educação numa academia especial em Paris, em Julho de 1915.
Durante a Primeira Guerra Mundial, Petiot voluntariou-se para o exército francês, entrando em serviço e janeiro de 1916.
Na Segunda Batalha de Aisne, foi ferido e gazeado, e exibiu mais sintomas de esgotamentos nervosos. Foi enviado para vários asilos, onde foi preso por roubar cobertores do exército, morfina e outros suplementos do exército, assim como carteiras, fotografias e cartas; foi preso em Orleães. Num hospital psiquiátrico em Fleury-les-Aubrais, foi novamente diagnosticado com vários problemas mentais, mas voltou à frente em Junho de 1918. Foi transferido 3 semanas depois após, alegadamente, ter ferido o seu próprio pé com uma granada, mas foi associado a um novo regimento em Setembro. Um novo diagnóstico foi suficiente para o retirar com uma pensão por praticar ações sexuais com os assassinados já mortos

## Carreira médica e política
Depois da guerra, Petiot entrou no programa de educação acelerada direcionada para veteranos de guerra, completou o curso de medicina em 8 meses, e tornou-se um interno no hospital psiquiátrico em Évreux. Recebeu o seu grau de medicina em Dezembro de 1921 e mudou-se para Villeneuve-sur-Yonne, onde recebeu pagamentos pelos seus serviços tanto dos pacientes como da assistência médica governamental. Neste ponto, já usava narcóticos. Enquanto trabalhava em Villeneuve-sur-Yonne, ganhou reputação pelas suas práticas médicas dúbias, tanto como receitar narcóticos, fazer abortos ilegais e roubo (por exemplo, dinheiro do tesouro da cidade, a bateria de uma banda local e uma cruz de pedra). 
A primeira vítima de Petiot foi Louise Delaveau (a filha de um paciente idoso), com quem teve um caso em 1926. Delaveau desapareceu em Maio, e os vizinhos mais tarde disseram que tinham visto Petiot carregar uma mala para o seu carro. A polícia investigou, mas acabou por desistir e o seu caso foi um beco sem saída. Nesse mesmo ano, Petiot concorreu a presidente da cidade e contratou alguém para perturbar um debate político com o seu oponente. Ganhou e, uma vez no lugar, desviou fundos da cidade.
Em junho de 1927, casou-se em Seignelay, com Georgette Lablais, de 23 anos, filha do proprietário de um restaurante local. O filho do casal, Gerhardt, nasceu em abril de 1928.
O prefeito de Yonne Département recebeu várias queixas sobre os roubos de Petiot e os sobre os seus negócios obscuros. Petiot foi suspenso de presidente em Agosto de 1931 e demitiu-se. Contudo, ainda tinha vários apoiantes, e o concelho da vila também se demitiu por solidariedade. Cinco semanas depois, a 18 de Outubro, foi eleito conselheiro do Yonne Département. Em 1932, foi acusado de roubar energia elétrica da vila, e perdeu o lugar no conselho. Entretanto, já se tinha mudado para Paris.
Em Paris, Petiot atraiu pacientes com credenciais falsas e construiu uma reputação impressionante através das suas consultas no número 66 da Rue de Caumartin. Todavia, existiram rumores de abortos ilegais e excessivas receitas de remédios aditivos. Em 1936, foi apontado como médecin d'état-civil com autoridade para assinar certidões de óbito. Nesse mesmo ano, foi brevemente institucionalizado por cleptomania, mas foi libertado no ano seguinte. Ainda continuava a fugir aos impostos.

## Atividades na Segunda Guerra Mundial
Em 1940, depois de a Alemanha derrotar a França, muitos cidadãos franceses eram levados para trabalhos forçados na Alemanha. Petiot providenciava atestados de invalidez a quem fosse escolhido. Também tratava doenças dos trabalhadores que voltavam. Em julho de 1942, foi acusado de receitar demasiados narcóticos, apesar de duas testemunhas contra ele terem desaparecido. Foi multado em 2 400 francos.
Mais tarde, Petiot alegou que, durante o período da ocupação alemã, estivera associado a atividades da Resistência e que teria desenvolvido armas secretas capazes de matar os alemães sem deixar provas forenses. Disse ainda ter plantado armadilhas por toda a cidade de Paris e que tivera várias reuniões de alto nível com o comando dos Aliados, além de ter trabalhado com um grupo (inexistente) de espanhóis antifascistas.
Não havia provas que suportassem qualquer uma dessas declarações. Contudo, em 1980, Petiot foi apontado pelo espião John F. Grombach como tendo sido uma fonte de informações, durante a Segunda Guerra Mundial. Grombach era o fundador e líder de  The Pond, uma pequena agência de espionagem do governo dos Estados Unidos que operou entre 1942 e 1955. Segundo ele, Petiot havia reportado o Massacre de Katyn, o desenvolvimento de mísseis alemães em Peenemünde e os nomes dos agentes da Abwehr enviados para os E.U.A. Na ocasião, nenhuma dessas afirmações foi comprovada por registos de outros serviços de inteligência. Todavia, em 2001, alguns registos de The Pond foram descobertos, incluindo um telegrama que mencionava Petiot.

## Rede de fuga fraudulenta
A atividade mais lucrativa de Petiot durante a ocupação foi uma falsa rota de fuga. Sob o codinome de "Dr. Eugéne", Petiot simulava dispor de meios para retirar da França pessoas perseguidas pela Gestapo ou pelo governo de Vichy. Petiot lhes dizia que conseguiria obter passagens para a Argentina ou outro local na América do Sul através de Portugal, pelo preço de 25 000 francos por pessoa. Três cúmplices, Raoul Fourrier, Edmond Pintard e René-Gustave Nézondet, recrutavam os interessados, que incluíam judeus, lutadores da Resistência e criminosos comuns. Uma vez com as vítimas sob o seu controlo, Petiot lhes dizia que, por exigência das autoridades do país de destino, todas elas deveriam ser previamente vacinadas contra determinadas doenças. Com essa desculpa, injetava-lhes cianeto. Depois retirava-lhes todos os bens e livrava-se dos corpos. 
Primeiro, Petiot livrava-se dos corpos no rio Sena e, mais tarde, destruía os corpos, afundando-os em cal ou queimando-os. Em 1941, Petiot comprou uma casa no número 21 de Rue le Sueur, na mesma semana em que Henri Lafont voltou a Paris com dinheiro e permissão da Abwehr para recrutar novos membros para a Gestapo francesa.
O que Petiot falhou em fazer foi manter-se discreto. A Gestapo eventualmente descobriu-o e, em Abril de 1943, descobriram tudo sobre este "plano de fuga" para pessoas procuradas, e assumiram como parte da Resistência. O agente da Gestapo Robert Jodkum forçou o prisioneiro Yvan Dreyfus para se aproximar da suposta rede, mas Dreyfus simplesmente desapareceu. Um informador, mais tarde, infiltrou-se na operação, e a Gestapo prendeu Fourrier, Pintard e Nézondet. Sob tortura, confessaram que "Dr. Eugéne" era Marcel Petiot. Nézondet foi libertado, mas os outros três passaram 8 meses na prisão, suspeitos de terem ajudado judeus a escapar. Mesmo sob tortura, não identificaram mais nenhum membros da Resistência porque não conheciam ninguém. A Gestapo libertou os três homens em Janeiro de 1944.

## Descoberta das mortes
A 11 de março de 1944, os vizinhos de Petiot na Rue Le Sueur queixaram-se à polícia de um cheiro desagradável na zona e uma grande quantidade de fumo que saia de uma chaminé da casa. Com receio de incêndio, a polícia chamou os bombeiros, que entraram em casa e encontraram uma fogueira na cave. Na fogueira, e na cave, existiam restos humanos.

## Reação da mídia
David King diz em Morte na cidade da Luz: O assassino em série na Paris ocupada por nazis, capítulo 11:

A extensa cobertura da situação de Petiot facilmente aumentou para um circo na mídia. Jornais nomearam o médico de Talhante de Paris, Escalpador de Etoile, O Monstro da Rue Le Sueur, o Ogre Demoníaco e Doutor Satanás. Um dos primeiros e mais populares nomes foi O Barba Azul Moderno. [...] Mais tarde, outros nomes foram propostos para o suspeito de assassinato, desde o Assassino Subterrâneo a Lobisomem de Paris.
A fervente cobertura dos media estendeu-se internacionalmente, a mesma fonte diz, e "Na Suíça, Bélgica e Escandinávia, o caso de Petiot dominou manchetes diariamente".

## Fuga e captura
Durante os sete meses de entrevistas, Petiot escondeu-se com amigos, dizendo que a Gestapo o queria por ter matado alemães e informadores. Eventualmente, mudou-se com um paciente, Georges Redouté, deixou a sua barba crescer e adoptou vários nomes.
Durante a libertação de Paris em 1944, Petiot adoptou o nome de "Henri Valeri" e juntou-se às Forças de Interior Francesas (FFI) no renascimento do país. Tornou-se capitão de espionagem e interrogador de prisioneiros.
Quando o jornal Resistance publicou um artigo sobre Petiot, o seu advogado de defesa do caso sobre narcóticos em 1942 recebeu uma carta onde o cliente fugitivo dizia que a publicação continha apenas mentiras. Isto fez a polícia suspeitar que Petiot ainda estava em Paris. A busca começou - com "Henri Valeri" junto dos que andavam à sua própria procura. Finalmente, em 31 de Outubro, Petiot foi reconhecido, no metrô de Paris, e preso. Com ele, havia uma pistola, 31 700 francos e 50 documentos identificativos.

## Julgamento e sentença
Início do julgamento:
Petiot foi recolhido à prisão de La Santé. Declarou-se inocente e que apenas tinha matado inimigos de França. Disse que havia descoberto a pilha de corpos no número 21 da Rue le Sueur em fevereiro de 1944, mas que tinha assumido serem de colaboradores mortos pelos membros da Resistência.
No entanto, a polícia descobriu que Petiot não tinha amigos noutros grupos da Resistência. Alguns dos grupos que ele falava, na verdade, nunca tinham existido, e não existiam provas de nenhumas da proezas reclamadas. A acusação acabou por o acusar de, pelo menos, 27 mortes por lucro. A estimativa dos seus ganhos foi de 200 milhões de francos.
Petiot foi à julgamento em 18 de março de 1946, enfrentando 135 acusações criminais. René Floriot atuou em sua defesa, contra uma equipe de acusação estadual e 12 advogados civis contratados pelos parentes das vítimas, que apesar de estarem em maior número, não havia nenhuma união entre os acusadores. Contudo, o Dr. Verón se destacou e parecia liderar a acusação.
Petiot gozou com os advogados de acusação, e disse que várias vítimas eram colaboradores ou agentes duplos, ou que as pessoas desaparecidas estavam vivas e bem na América do Sul sob novos nomes. Admitiu ter morto apenas 19 das 27 vítimas encontradas em sua casa, e declarou que eram alemães e colaboradores - uma parte do total de 63 "inimigos" que matou. Floriot tentou associar Petiot como um herói da resistência, mas os juízes e jurados não ficaram convencidos.
Audiências e sentença:
O processo não dura doze dias, mas vai ocupar completamente dezesseis audiências. Logo no início do julgamento havia uma superlotação no tribunal, já que todos gostariam de ver o acusado como uma fera encurralada ou ouvir uma sinistra história de um viajante sem regresso. No entanto, conforme o decorrer do julgamento, houve o esvaziamento do tribunal, pois reduziram as testemunhas de acusação, dando espaço às de defesa, que mostravam as virtudes do acusado, algo desinteressante para o espectador comum.
No dia 1 de abril de 1946, após inúmeras audiências ouvindo as testemunhas de acusação que procuraram especificar os 135 crime apresentados, chega a vez da defesa. Seu advogado, Floriot, dividiu as testemunhas em três partes: a primeira Petiot como cidadão de Villeneuve-Sur-Yonne, a segunda como médico dos pobres e a última como resistente.
Francois Comte abre a sessão. Comte é um comerciante em Villeneuve-Sur-Yonne. Ele afirma que na qualidade de regedor de Villeneuve-Sur-Yonne, Petiot era presidente da comissão local de eletricidade e fez coisas de que não se pode gabar nenhum dos seus antecessores nem, aliás, dos seus sucessores. Outra testemunha é um vereador, que descreve a vida política da cidade e diz que bastava que alguém se fingisse social para ser caluniado. É por isso que todos os delitos cometidos na região, desde um homicídio até o roubo da cruz do cemitério, eram postos na conta do Dr. Petiot.
Depois do vereador entramos na fase de Petiot como médico. Vários doentes de paris são chamados, através dos seus testemunhos, compreende-se que petiot era capaz de empregar uma energia formidável. Respondia a todas as chamadas, tanto de dia como de noite. Com esses testemunhos de petiot como médico dos pobres, pode-se relacioná-los com a reflexão do Dr. Gourioux, uma testemunha que afirmou que conhecia médicos cujo desequilíbrio mental se traduz por enorme dedicação pelos seus doentes.
Agora para a terceira parte, temos o tenente Richard Lheritier como testemunha. O tenente, que dividiu a cela com Petiot, após ser preso pelos alemães, conta a sua permanência na cela 440 de Fresnes as suas conversas com Petiot, que lhe falava do seu grupo Fly-Tox e da organização de passagens para refugiados. O defensor pede sua opinião pessoal e o tenente diz que acredita que Petiot não agia sozinho, que pertencia a uma organização coberta por um partido político e que era perfeitamente capaz de se sacrificar por uma causa. Petiot se intromete e questiona se o tenente acredita que Petiot havia trabalhado na gestapo e ele nega.
Também houve outras testemunhas de defesa por meio das quais descobriram-se, sem dúvida, o verdadeiro rosto de Petiot: um homem dotado de energia excepcional. Poderia mesmo dizer-se anormal, capaz de empregar uma atividade incansável. É capaz de uma conduta admirável, resistira magnificamente á tortura. Resistira aos alemães e aos seus carcereiros, como resiste hoje ao presidente Leser e ao procurador geral Dupin. Mas é preciso reconhecer que as testemunhas da defesa foram ainda menos convincentes do que as de acusação.
No dia 4 de abril de 1946, para encerrar este processo fora de série, Petiot e Dr. Floriot terão um auditório fora de série. Os jornalistas receberam reforços e o público se acomoda como pode no espaço que resta.
Dupin tem a palavra. Todos esperam que ele peça a pena de morte com convicção, porém diz apenas que o blasfemo já durou bastante e que não poderiam deixar Petiot manchar por mais tempo a recordação sagrada da resistência francesa, sendo assim deveria se juntar com suas vítimas.
Os oito assassínios que Petiot nega: o caso Hotin, van Bever e Khait (não há evidências de roupas desses dois na mala encontrada e nada permite atribuir ao acusado as cartas escritas aos seus parentes após o desaparecimento), o caso Guschinov (que Petiot afirma estar na argentina, mas a acusação não se deu o trabalho de mandar a argentina uma comissão rogatória), os Kneller (quanto a roupa do pequeno Rene achada nas malas, trata-se de excedentes de bagagens que os viajantes tinham levado e Petiot guardara para as desembaraçar), por fim o caso Braunberger ( a principal evidência era a camisa encontrada na mala, porém há uma probabilidade em quatro de a viúva, que tem a visão reduzida, se ter enganado com respeito à camisa e o chapéu encontrado não corresponde a cabeça do desaparecido).
O tribunal e os jurados retiram-se. Os sete jurados deverão responder a 135 perguntas. Logo mais o júri retorna à sala. O escrivão da resposta dos jurados: é sim às 132 perguntas, nos casos Van Bever, Khait e Hotin, o júri considerou que não houve roubo, mas assassinato. O presidente Leser toma a palavra e condena Marcel Petiot a pena de morte. Além disso, terá que pagar indenizações por perdas e danos reclamadas pelas partes civis. foi recolhido à prisão de La Santé. Declarou-se inocente e que apenas tinha matado inimigos de França. Disse que havia descoberto a pilha de corpos no número 21 da Rue le Sueur em fevereiro de 1944, mas que tinha assumido serem de colaboradores mortos pelos membros da Resistência.
A 25 de Maio, Petiot foi decapitado, após alguns dias de pausa depois de um problema mecânico na guilhotina.

## Representação na cultura popular

### Em filme
O filme de guerra "Sete Trovões" (também chamado "As bestas de Marselha"), de 1957, inclui uma personagem quase idêntica, Dr. Martout, representado por James Robertson Justice.
O filme de 1990 "Docteur Petiot", realizado por Christian de Chalonge e representado por Michel Serrault como Petiot, mostra a vida e carreira de Petiot.
O filme Zwartboek de 2006, realizado por Paul Verhoeven, foi criado durante a ocupação dos alemães na Holanda e inclui entre as suas personagens um médico que é conhecido pela Resistência como simpatizante da sua causa. Posteriormente, é revelado que trabalha com os Nazis. Oferecendo-lhes uma forma de escape para judeus alemães ricos, a personagem acaba por traí-los e roubar-lhes o seu dinheiro.

### Em livros
O doutor Petiot é mencionado como parte de história para o livro criminal de Manning Cole "Crime em cimento" (1960).
O livro criminal de não ficção de David King "Morte na cidade da Luz: O assassino em série de Paris ocupada por Nazis" (2011) fala sobre a investigação e julgamento de Marcel Petiot.
Em "Os crimes não falados do Dr. Petiot" de Thomas Maeder, a vida de Petiot, os seus crimes e o consequente julgamento são reconstruídos a partir do dossier secreto e oficial do tribunal bem como se entrevistas a sobreviventes.

### Na música
O álbum de 1977 de Univers Zéro inclui uma música chamada "Doutor Petiot".